# Màrinski
Màrinski - Марьинский (rus) - és un khútor, un poble, del krai de Krasnodar, a Rússia. Es troba a les terres baixes de Kuban-Azov, a la vora dreta del riu Zelentxuk Vtoroi, un afluent del riu Kuban, a 11 km al sud-oest de Tbilísskaia i a 94 km a l'est de Krasnodar, la capital.
Pertanyen a aquest municipi els khútors de Dolinov, Zúbov, Zaitxanski, Zissermanovski, Iekaterinoslavski i Tersko-Kalambetski.